# Xinxa ratllada
La xinxa ratllada o bernat vermell (Graphosoma lineatum) és una espècie d'hemípter heteròpter de la família dels pentatòmids. Habita pel centre i sobretot pel sud d'Europa on la trobarem de juny a octubre en llocs assolellats per davall dels 2000 msnm.

## Descripció
Pot assolir a una longitud de 8-12 mm. El cos és arrononit, amb un gran escut. El color de la cara superior del cos sol ser el roig brillant, amb àmplies ratlles longitudinals negres. El pronot té sis bandes negres. Les antenes són de color negre. Els costats de l'abdomen també són rojos amb moltes taques negres menudes. Les potes poden ser de color negre o roig, depenent de la subespècie. Les nimfes no tenen el patró de ratlles roig-negre, majoritàriament són de color bru o grisenc.

## Història natural
La femella pon els ous en paquets a la part inferior de les fulles. Quan en ixen les nimfes la mare les custodia per un curt espai de temps. Els nounats hauran de fer fins a 5 mudes per ser madurs sexualment. Es dimorfisme sexual és inexistent.
Es solen trobar en grups damunt d'inflorescències d'asteràcies i apiàcies, alimentant-se de la seva saba. La seua coloració aposemàtica adverteix als possibles depredadors que té un gust repugnant. A més quan se sent en perill pot desprendre un líquid pudent amb finalitats dissuasives.

## Taxonomia
Alguns autors consideren a G. lineatum i a G. italicum com dues espècies diferents, en canvi altres els tracten com a subespècies segons la seua geografia: G. lineatum, presenta potes ataronjades, es troba al sud d'Itàlia, també a Sardenya, a Nord d'Àfrica i al Pròxim Orient mentre que G. italicum, té potes negres, i es localitza al centre i el nord d'Europa (Ribes et al., 2008; Dusoulier i Lupoli, 2006).
- Graphosoma lineatum italicum (O.F. Müller, 1766) - Potes negres, exceptuant la tercera tíbia.
- Graphosoma lineatum lineatum (Linnaeus, 1758) - Similar, però amb les potes roges. El seu color sol estar esbiaixat cap als taronges.

## Espècies similars
- Graphosoma semipunctatum (Fabricius, 1775). Les potes ataronjades, el protòrax està compost per línies roges i negres, menys en una zona que en lloc de ratlles negres té punts negres. Es troba a la Conca del Mediterrani.
- Graphosoma melanoxanthum Horvath, 1903. Connectiu fosc amb xicotets punts rojos. Es troba al sud de Rússia, Turquia i l'Iran.

## Galeria

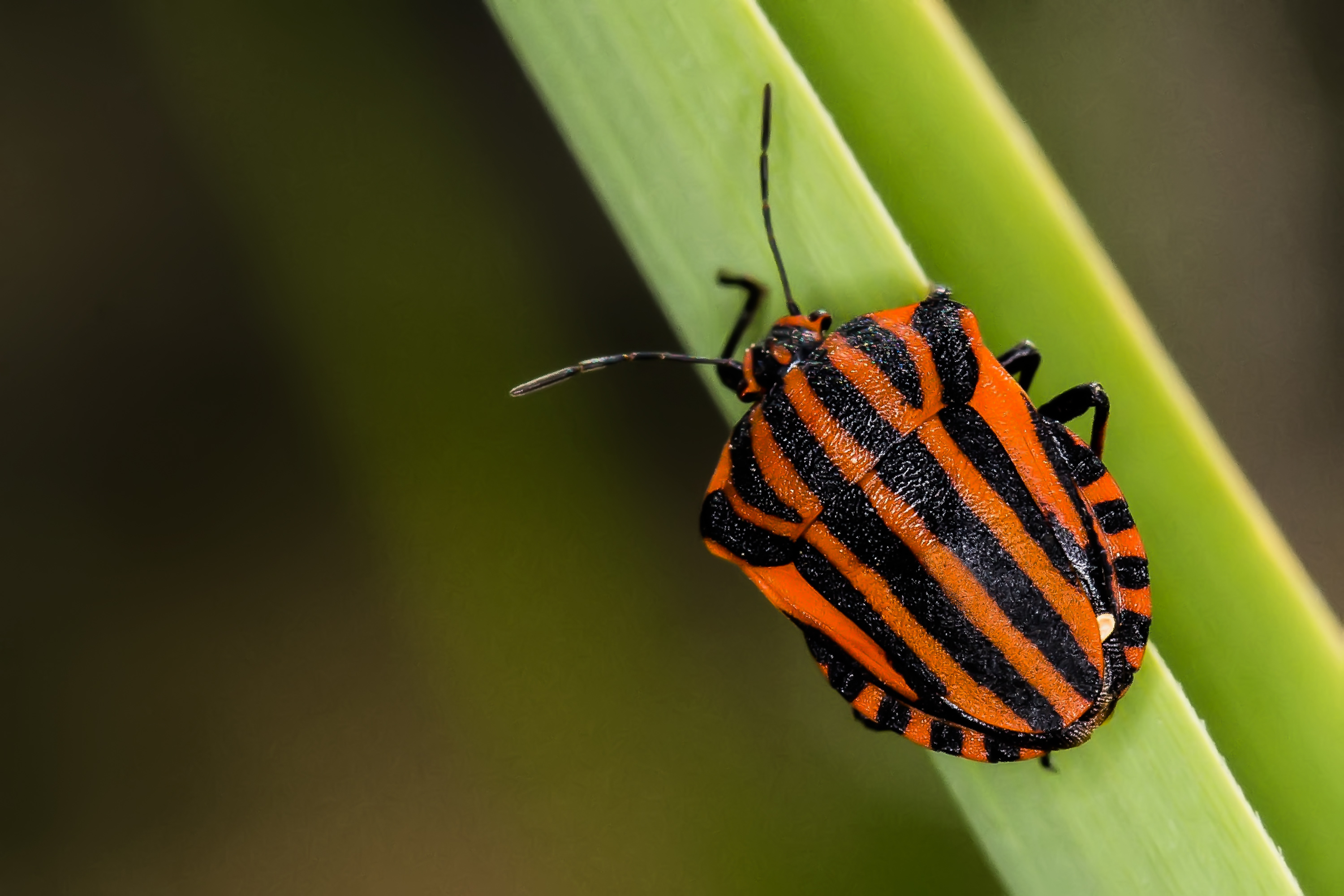
Adult
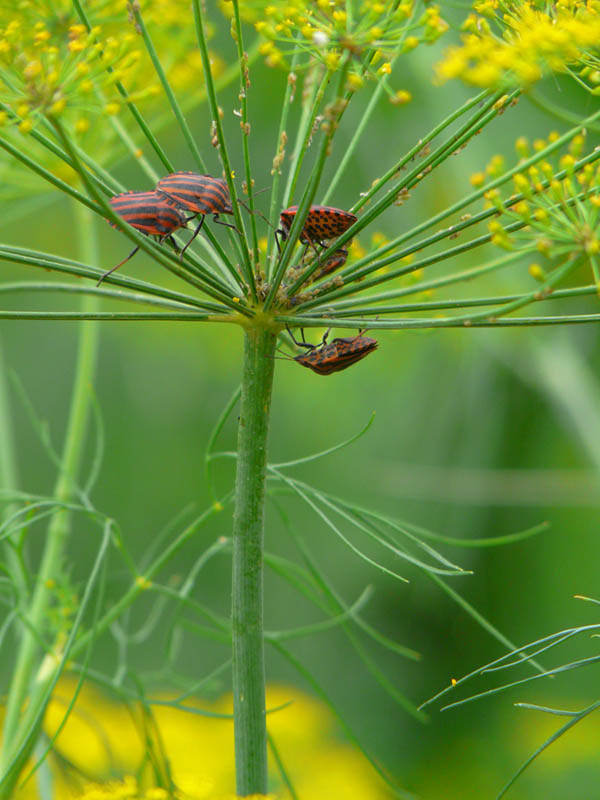
Colònia en una umbel·la
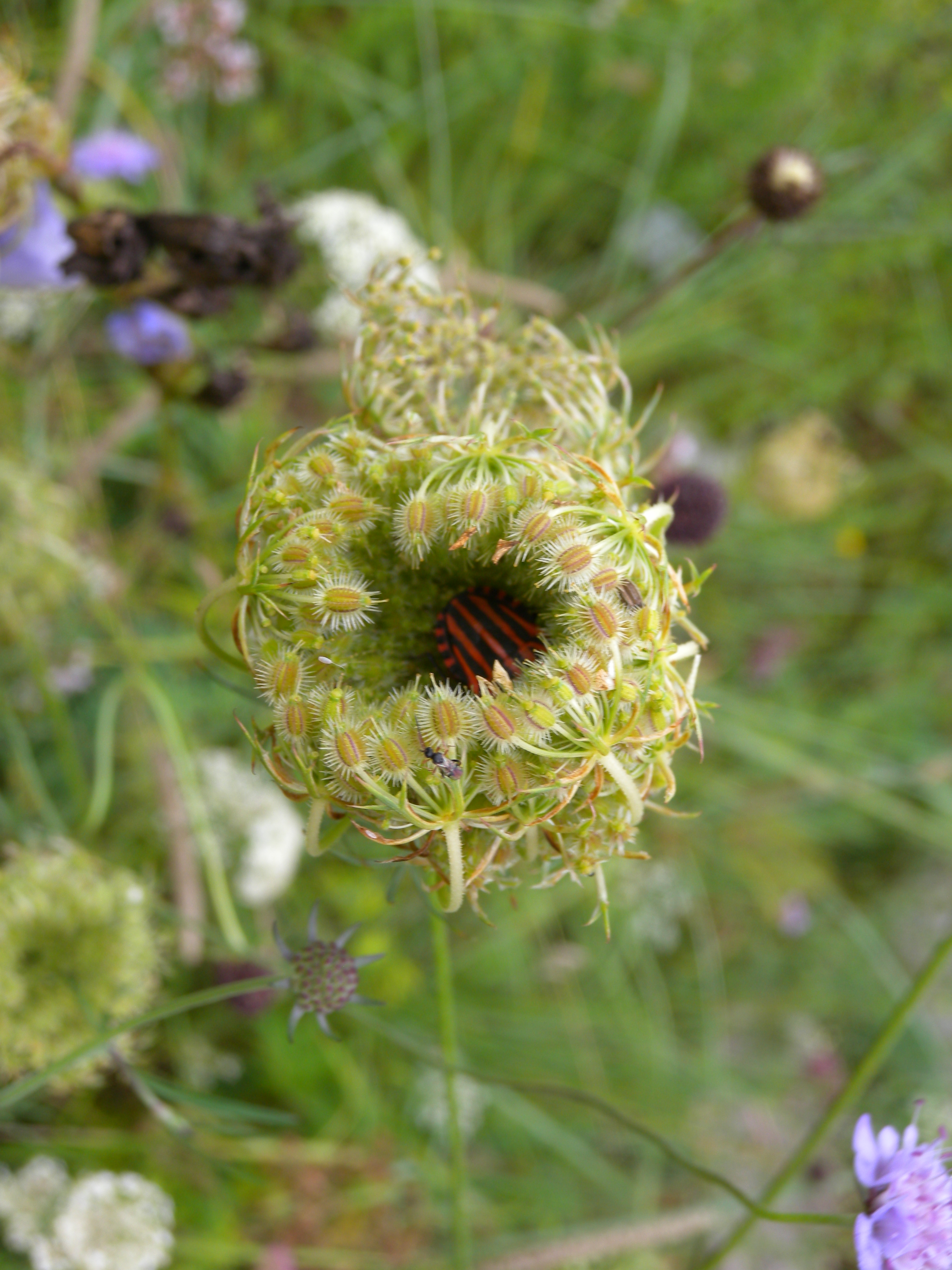
Xinxa ratllada dins d'una infructescència de carlota (Daucus carota) al Jardí Botànic de Berna
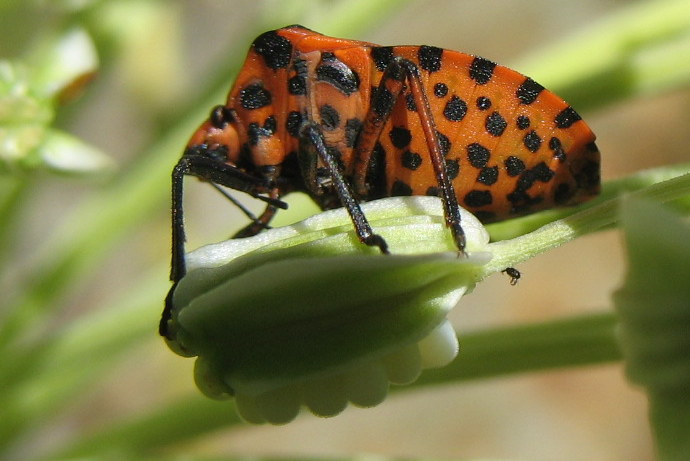
Femella cuidant de la posta (Tavascan, Lleida)
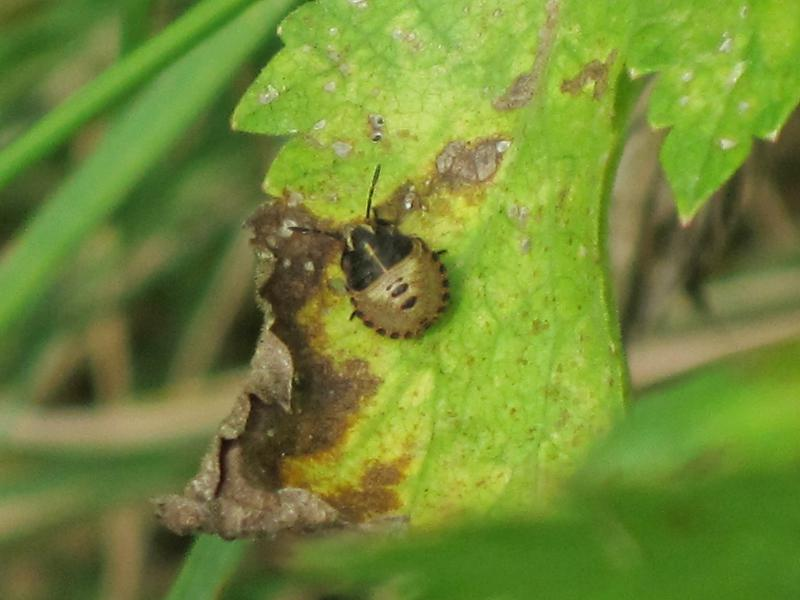
Nimfa primerenca
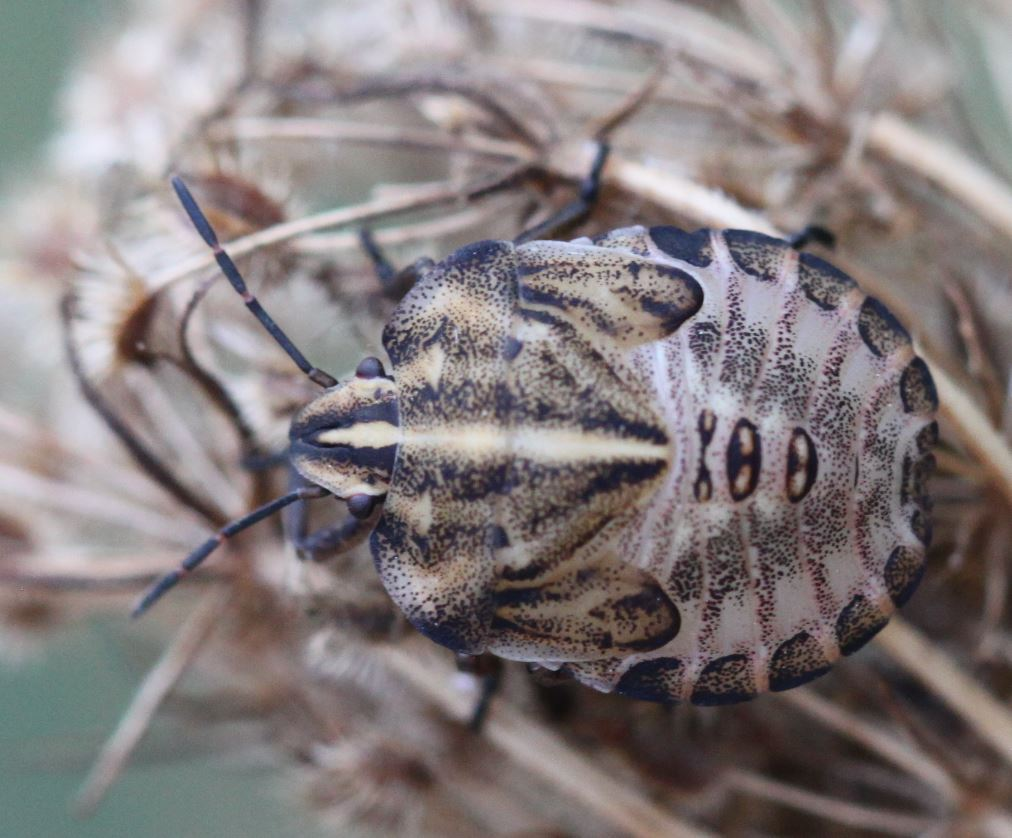
Estadi més avançat de nimfa
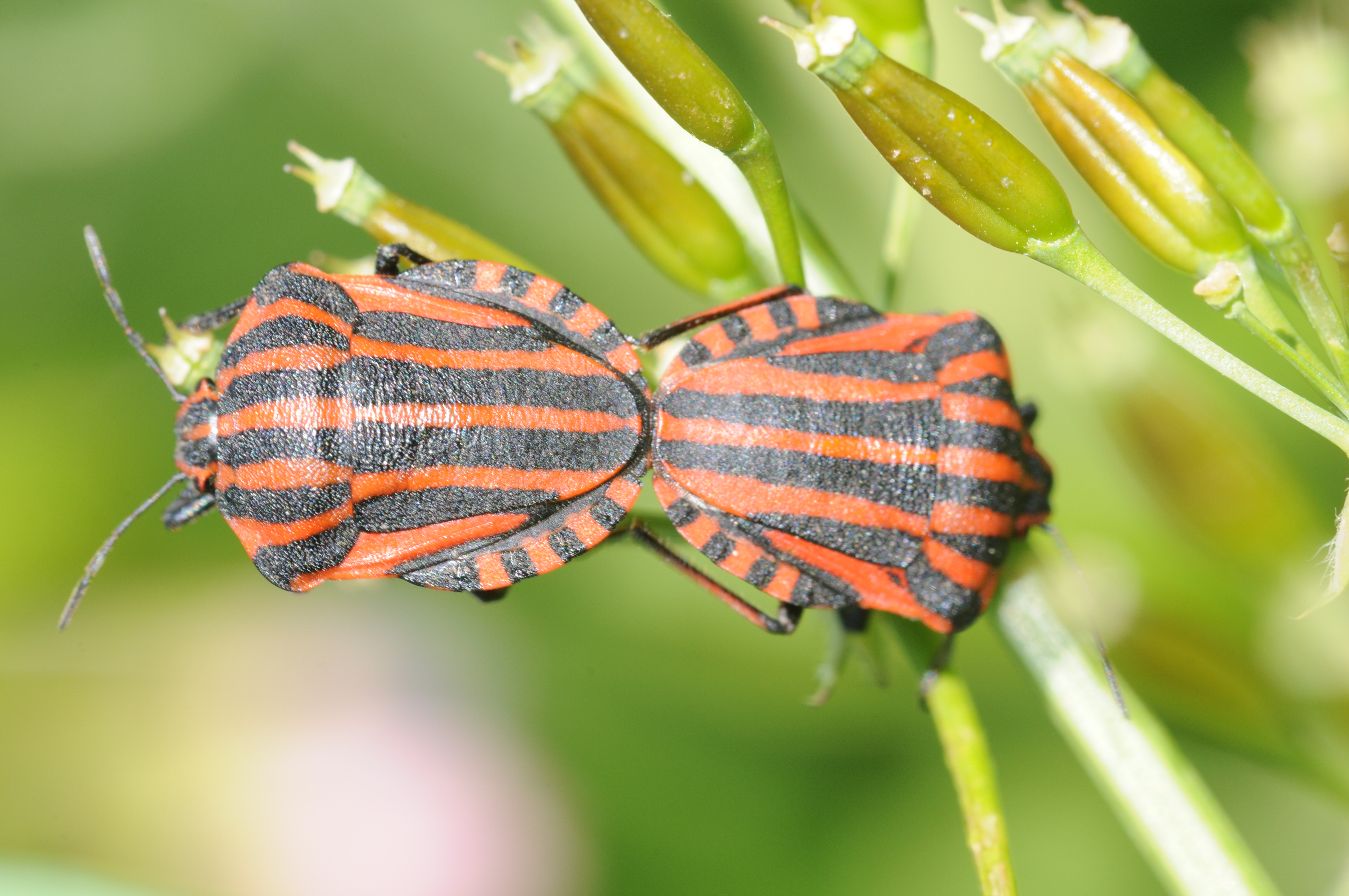
Còpula